# GameSpy
A GameSpy, também conhecida como GameSpy Industries, foi uma divisão da IGN Entertainment, que operava uma rede de sites e provia serviços online e softwares relacionados a jogos eletrônicos. Sua origem data de 1996, ano de lançamento de um servidor do jogo Quake chamado QSpy. Sua sede era em Costa Mesa, na Califórnia, e seu controle pertencia à News Corporation, detentora de 92.3% das ações da IGN - comprada por $650 milhões de dólares no dia 8 de setembro de 2005.
A GameSpy cobria os consoles PlayStation 2, PlayStation 3, PSP, Xbox, Xbox 360, GameCube, Wii, Game Boy Advance, Nintendo DS e N-Gage, além dos PC's.
Em agosto de 2012, a divisão GameSpy Industries (que permaneceu responsável pelo serviço GameSpy) foi adquirida pela desenvolvedora de jogos para telefones móveis Glu mobile. IGN (então propriedade da News Corporation ) manteve a posse de website do GameSpy.com. Em fevereiro de 2013, o novo proprietário da IGN, Ziff Davis , fechou sites da IGN "secundários", incluindo a rede GameSpy. Este foi seguido pelo anúncio em abril de 2014 que a plataforma de serviços GameSpy seria fechada em 31 de Maio de 2014.

## Origens
O lançamento de Quake, em 1996, criou o conceito de os jogadores poderem criar e lançar mods e distribuí-los entre outros jogadores. Mark Surfas percebeu que havia a necessidade de hospedar e distribuir esses mods em um site, e assim foi criado o PlanetQuake.com. Os mods fizeram muito sucesso, catapultando o PlanetQuake.com para a lista de sites mais acessados do mundo.